# Rosa L. Segur
Rosa L. Klinge Segur (30 de enero de 1833 - 26 de diciembre de 1906) fue una escritora y sufragista estadounidense nacida en Alemania, líder de la Asociación de Sufragio de Mujeres de Toledo (Ohio). 

## Biografía
Rosa L. Klinge Nació en Hesse, en Alemania, sus padres eran Edward Klinge y Jeannetta Freilach Klinge. Se traslada a los Estados Unidos en 1838 con sus padres, estableciéndose  en Toledo, Ohio en 1840.
Rosa L. Klinge se casó con Daniel Segur en 1851. Tuvieron dos niños, Daniel (1859-1917) y Fannie (1856-1930). Rosa enviudó de Daniel (murió por suicidio en 1876). Rosa L. Segur murió en Dallas, Texas en 1906, a la edad de 73 años.
Los documentos de la familia Segur están archivados en el programa de Historia Local en la biblioteca pública, Toledo-Lucas County Public Library.

## Trayectoria
Rosa L. Segur Escribió la columna de mujeres para el diario de Toledo (Ohio), The Blade . También escriba artículos sobre mujeres para Locke Nacionales Mensuales en el 1873.
Rosa L. Segur fue una dirigente de la Asociación por el de Sufragio de la Mujer en Toledo (Ohio) desde su fundación en 1869. Fue reconocida como "La figura principal en la Asociación de Toledo durante casi dos años. Ella influyó y presionó ante el gobierno estatal para realizar cambios en las leyes sobre el matrimonio y mujeres casadas y viudas en relación con los derechos sobre la propiedad. También trabajó para conseguir que se contratara a matronas de la policía en las ciudades de Ohio, y mujeres médicas en instituciones estatales.
En 1905 escribió Una Historia de Sufragio de Mujer en el Maumee Valle, que versaba sobre sus memoria en el activismo..